# Dierama inyangense
Dierama inyangense är en irisväxtart som beskrevs av Olive Mary Hilliard. Dierama inyangense ingår i släktet Dierama och familjen irisväxter. Inga underarter finns listade i Catalogue of Life.